# 양전자 리플렉터
양전자 리플렉터(영어: Positron Reflector, 일본어: 陽電子リフレクター)는 TV 애니메이션 《기동전사 건담 SEED DESTINY》에 등장하는 가공의 방어 병기이다.

## 양전자 리플렉터
양전자 리플렉터의 기술적 뿌리는 유라시아 연방에서 개발한 "광파 방어 실드"에 있으며, 원래는 유라시아 연방이 보유하고 있던 기술이었지만, 대서양 연방으로부터 모빌 슈트(MS)의 공여에 따라 기술이 양도되어 독자적인 발전을 하게 되었다.
양전자 리플렉터는 역장과 양전자를 전개함으로써 형성되는 빔 실드의 일종이다. 빔, 실탄을 불문하고 높은 방어력을 자랑하며, 양전자포 마저도 막을 수 있다. 하지만 모빌 슈트(MS) 크기로의 소형화가 곤란하기 때문에 탑재기는 대형 기종으로 한정된다.

### 탑재기, 병기
- YMAF-X6BD 잠자자
- YMFG-X7D 겔즈 게
- TS-MB1B 유클리드
- GFAS-X1 디스트로이 건담
- 드레이크급 (개수함)
- 넬슨급 (개수함)
- 메사이어

## 같이 보기
- 기동전사 건담 SEED DESTINY